# Vilma Rojas Alfaro
Vilma Eliana Rojas Alfaro (Santiago,  1 de febrero de 1932) es una política chilena, militante del Partido Comunista de Chile (PCCh). Fue gobernadora del antiguo Departamento de Tocopilla durante el gobierno de Salvador Allende y diputada de la República por la 2ª Agrupación Departamental entre mayo y septiembre de 1973.

## Biografía
Nació en Santiago el 1 de febrero de 1932. Hija de Humberto Rojas Torres y Amelia Alfaro. 
Se casó el 14 de abril de 1951 con Antenor Acuña Castillo, con quien tuvo cinco hijos: Amelia, Rosa, Herlans, Luis Emilio y Vilma.
Realizó sus estudios primarios en Santiago.

## Trayectoria política
Radicada en Tocopilla en 1949.
En 1952 fundó el primer Centro de Madres del Departamento de Tocopilla denominado “Gabriela Mistral”, organizado ante los problemas de salud que afectaban a varias madres. A fines de los años cincuenta, participó en el Congreso Latinoamericano de Mujeres, en representación de la provincia. En la década de 1960 se destacó como dirigente de Juntas de Vecinos.
Tras ser simpatizante desde 1956 del Partido Comunista, ingresó a este en 1957, y fue encargada femenina del Comité Regional del partido en Antofagasta hasta 1973, desempeñándose también como dirigente de la filial de la Unión de Mujeres.
Participó activamente en las campañas presidenciales de Salvador Allende en 1958, 1964 y 1970, donde fue presidenta del Comando Femenino en la zona norte.
En las elecciones municipales de 1967, fue candidata a regidora por la Municipalidad de Tocopilla.
El 7 de noviembre de 1970, a los 38 años de edad, el presidente Salvador Allende, la designa gobernadora del Departamento de Tocopilla, convirtiéndose en la primera mujer en ocupar tal cargo en esa zona. En ese contexto, fue entrevistada por el periódico El Siglo, donde señaló que “las puertas de la Gobernación estarán abiertas a todo el pueblo tocopillano”.
En el desempeño del cargo de Gobernadora, se preocupó por los problemas que aquejaban al Departamento: la reconstrucción de las Escuelas N.º 13 de la Población Miramar y la N.º 6 de la Población Prat, destruidas por el terremoto de 1967. Además, tuvo una especial preocupación por la infancia, las madres y niños abandonados. Fue Gobernadora hasta 1973.
Por otra parte, se preocupó por la implementación de la Reforma Agraria en el valle de Quillagua, entre otros, para beneficiar a los pequeños campesinos que no contaban con modernos medios para lograr una buena producción agrícola.

### Gestión parlamentaria
En las elecciones parlamentarias de 1973 se presentó como candidata a diputada en representación del Partido Comunista, por la 2ª agrupación departamental de Tocopilla, El Loa, Antofagasta y Taltal. Resultó elegida para el período 1973-1977. Integró la Comisión de Salud Pública. 
Sin embargo, vio interrumpida su labor legislativa por el golpe militar y la consiguiente disolución del Congreso Nacional; D.L. Nº27 de 21 de septiembre de 1973.

## Historial electoral

### Elecciones parlamentarias de 1973
- Elecciones parlamentarias de 1973 - Diputados para la 2° Agrupación Departamental (Antofagasta, Tocopilla, El Loa y Taltal), periodo 1973-1977

Fuente: El Mercurio, 6 de marzo de 1973